# Joseph-Hugues Fabisch

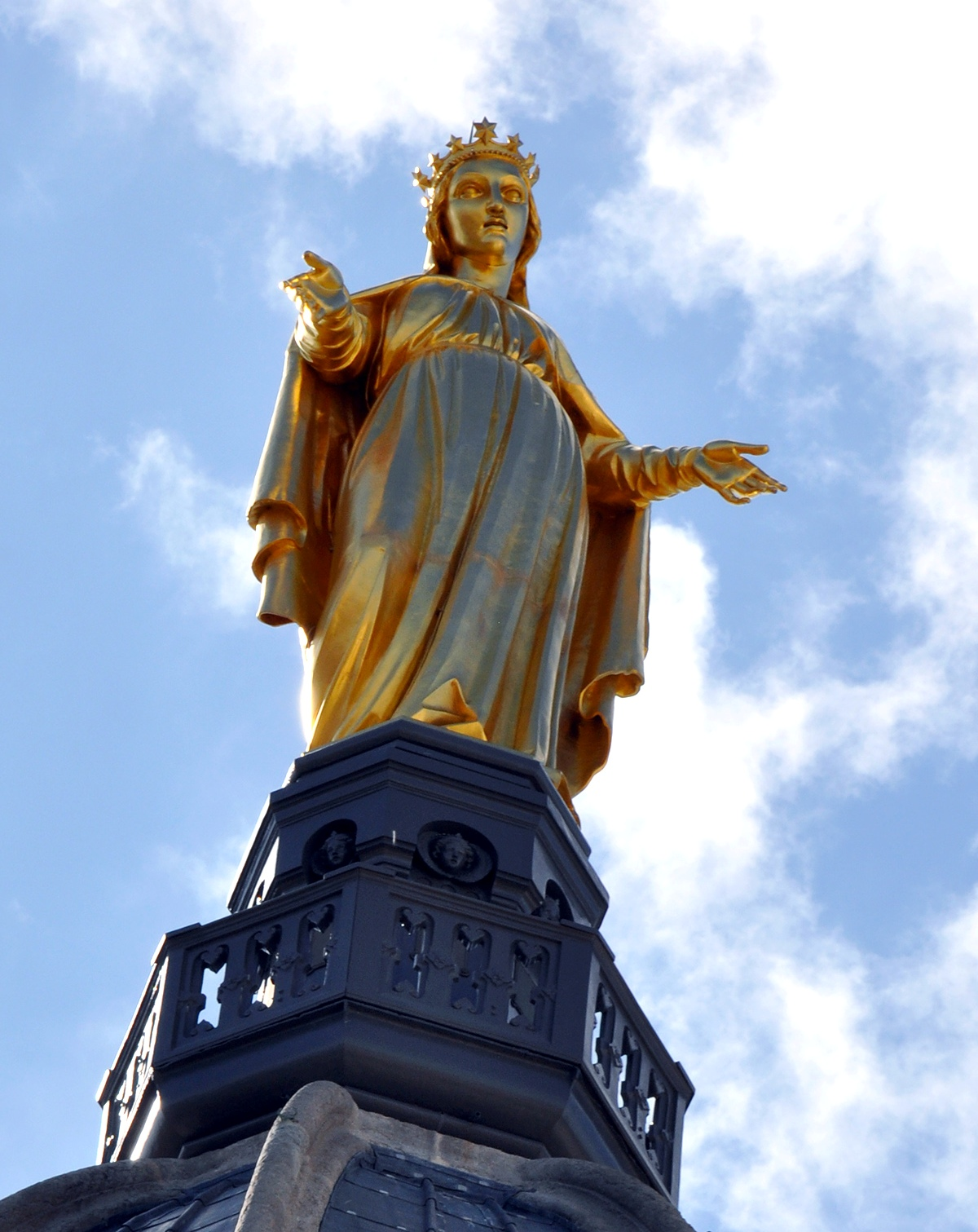
Goldene Marienstatue auf dem Turm der Kapelle Notre-Dame de Fourvière, Lyon (1852)

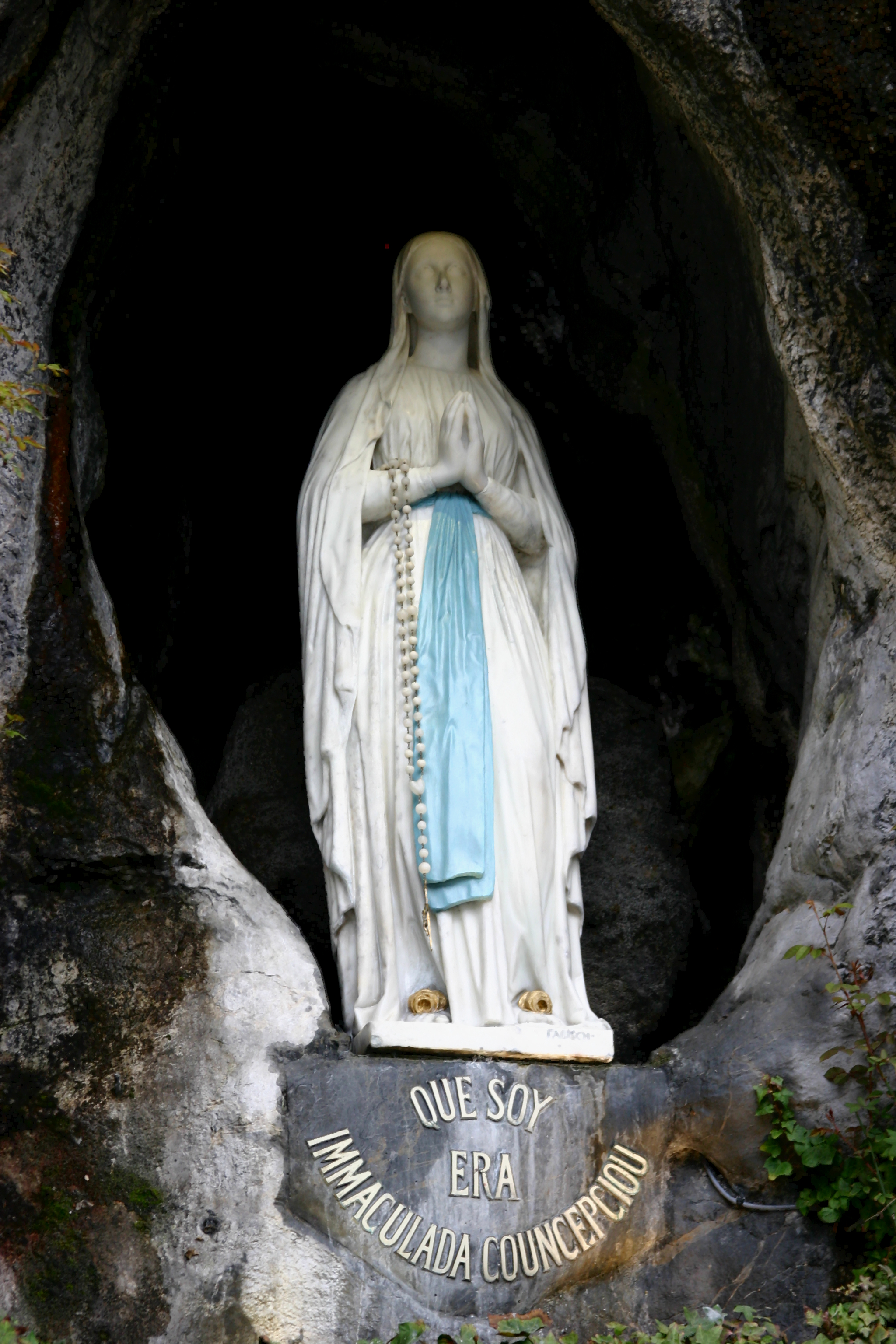
Marienstatue nach der Beschreibung von Bernadette Soubirous in Lourdes (1864)

Joseph-Hugues Fabisch (* 19. März 1812 in Aix-en-Provence; † 7. September 1886 in Lyon) war ein französischer Bildhauer, Professor an der Kunsthochschule in Lyon und Offizieller Bildhauer des Erzbistums Lyon. Er schuf vor allem Marien- und Heiligenstatuen im Geist des Renouveau catholique.

## Leben
Fabisch entstammte einer polnischen Familie. 1840 wurde er Professor für Zeichnen an der Universität von Saint-Étienne. 1845 ging er nach Lyon, um eine Professur an der École nationale des beaux-arts de Lyon anzutreten.
Bekanntheit erlangte er durch die goldene Marienstatue, die er 1852 für den Turm der Kapelle Notre-Dame de Fourvière schuf – die benachbarte Basilika entstand erst zwanzig Jahre später – und die vom Fourvière-Hügel aus die Altstadt von Lyon überblickt. Der Tag ihrer feierlichen Weihe am Fest der Unbefleckten Empfängnis Mariens, dem 8. Dezember, wurde zum Ursprung des alljährlichen winterlichen Stadtfestes Fête des Lumières.
1863 bekam Fabisch den Auftrag für sein weltweit berühmtestes Werk, die Marienstatue, die nach dem Wunsch der Stifterinnen, zweier Schwestern Lacour aus Lyon, in der Grotte Massabielle bei Lourdes an der Stelle aufgestellt werden sollte, an der Bernadette Soubirous die Marienerscheinungen gesehen hatte. Vom 15. bis 19. September 1863 besuchte Fabisch Bernadette und ließ sich von ihr genau beschreiben, wie die „Dame“ gekleidet war und wie sie aussah. Am 4. April 1864 wurde seine Statue im Beisein von 20.000 Menschen geweiht. Bernadette selbst konnte ihre Vision in der Figur nicht wiedererkennen – für Fabisch der „größte Kummer seines Künstlerlebens“. Dennoch wurde sein Werk in aller Welt für zahllose Lourdesgrotten kopiert.
1868 schuf Fabisch eine weitere Marienfigur für Lourdes, diese mit dem Jesuskind. Sie steht auf dem Altar der Krypta der Basilika der Unbefleckten Empfängnis.
1874 wurde Fabisch Direktor der Lyoner Hochschule, an der er seit 1845 lehrte.

## Werke
- 1852: Marienstatue auf dem Turm der Kapelle Notre-Dame de Fourvière, Lyon
- 1852: Benediktsaltar in der Basilika Saint-Martin d’Ainay, Lyon
- 1855: Muttergottes mit Kind, Place Benoît Crépu, Lyon[6]
- 1855: Beatrix, Musée des Beaux-Arts de Lyon
- 1859: Relief in der Kirche von Villechenève, Département Rhône
- 1860: Portaltympanon der Basilika Saint-Martin d’Ainay, Lyon
- 1864: Marienfigur nach der Beschreibung von Bernadette Soubirous für die Erscheinungsgrotte von Lourdes; Carrara-Marmor, 183 cm
- 1866: Katharina von Alexandria, Place des Terreaux, Lyon[7]
- 1868: Muttergottes mit Kind, Krypta der Basilika der Unbefleckten Empfängnis, Lourdes

- Apostel Petrus, Place des Terraux[8]
- Heiliger Josef, Josefskapelle der Basilika Saint-Martin d’Ainay, Lyon
- Marienfigur in der Kirche Notre-Dame de l’Immaculée-Conception (Lyon)